# Натансон, Марк Андреевич
Марк Андре́евич Натансо́н (25 декабря 1850, Свенцяны, Виленская губерния — 29 июля 1919, Берн, Швейцария) — российский революционер и политический деятель, народник. Один из основателей кружка «чайковцев», организаций «Земля и воля» и «Народное право», партий эсеров, левых эсеров и революционного коммунизма. Партийная кличка «Бобров».

## Ранние годы
Родился в Свенцянах в еврейской семье. Рано оставшись без родителей, воспитывался несовершеннолетним дядей — Исааком Моисеевичем Натансоном. Старший брат Абрам-Меер (1833—1853) умер в 1853 году в Вилькомире; другой брат Натан Аронович Натансон (1837—?) в 1870-е годы стал купцом второй гильдии в Ковно и поддерживал образование племянника. Племянник (сын сестры, Енты Ароновны Натансон) — Александр Беркман — стал известным анархистом.
Закончил Ковенскую мужскую гимназию в 1868 году. Учился в Медико-хирургической академии и Земледельческом институте в Санкт-Петербурге.

## В народническом движении
С конца 1860-х годов участвовал в антиправительственной деятельности. Вместе с первой женой был одним из организаторов народнического кружка «чайковцев». Чайковцы противостояли революционной доктрине нечаевцев, полагавших, что для достижения революционных целей все средства хороши. Чайковцы, напротив, проповедовали высокую мораль и самоусовершенствование. В 1869-71 годах подвергался арестам и заключению в Петропавловской крепости, а в 1872 году сослан в Архангельскую губернию. В том же 1872 году принял православие, чтобы официально заключить брак с последовавшей за ним в ссылку дворянкой Ольгой Александровной Шлейснер.
В 1876 году вернулся в Петербург. Организовал побег за границу своего товарища по кружку чайковцев П. А. Кропоткина, сидевшего в Петропавловской крепости. В том же году приступил к работе по объединению народнических кружков в единую революционную организацию, которая в 1878 году получила название «Земля и воля». В декабре 1876 года вместе с Г. В. Плехановым организовал демонстрацию на Казанской площади Санкт-Петербурга. В 1877 году в очередной раз арестован и после отбывания срока в Петропавловской крепости сослан в Восточную Сибирь (в 1881 переведен в Якутию, сначала в Баягантайский улус, затем в Амгу, в 1886 переведен в Иркутск). По возвращении из ссылки в 1889 году поселился в Саратове, где устроился работать на местную железную дорогу.
С конца 1880-х в очередной раз приступил к работе по объединению разрозненных революционных кружков. Поставил своей целью объединить народническое, социал-демократическое и либеральное течения в российском освободительном движении. В сентябре 1893 года на учредительном съезде в Саратове была создана единая партия «Народное право». Партия имела свою штаб-квартиру в Орле и типографию в Смоленске, в которой печатались Манифест партии и революционные брошюры. В апреле 1894 года усилиями деятеля Охранного отделения С. В. Зубатова и его коллег партия была ликвидирована, а её лидеры арестованы. Натансон был в очередной раз сослан в Восточную Сибирь сроком на пять лет.
Когда для строительства паромной переправы через Байкал организовали судоверфь в пос. Листвяничное, её руководителю старшему помощнику судостроителя Корпуса Корабельных инженеров Вацлаву Александровичу Заблоцкому потребовался опытный, а главное честный бухгалтер, он рискнул взять на эту должность политзаключенного и не ошибся. Марк Андреевич держал в узде инженеров и подрядчиков. Заслуги в организации строительства паромной переправы на Байкале подтверждает тот факт, что 17 июня 1899 г. на праздничном обеде в честь спуска на воду ледокола «Байкал» губернатор Горемыкин присоединился к тосту, произнесенному в честь политического ссыльного.

## В партии социалистов-революционеров
По возвращении из ссылки жил в Баку, где работал бухгалтером в городской управе. В 1904 году эмигрировал в Европу и поселился в Швейцарии, где встречался с В. И. Лениным. К этому времени российское освободительное движение окончательно разделилось на социал-демократическое, либеральное и народническое течения. Последователи народников объединились в 1902 году в Партию социалистов-революционеров. После некоторых колебаний Натансон примкнул к партии эсеров и стал одним из её лидеров. После удачного покушения на министра внутренних дел В. К. Плеве поддержал террористическую тактику эсеров.
В сентябре 1904 года вместе с В. М. Черновым и Е. Ф. Азефом представлял партию эсеров на Парижской конференции российских оппозиционных партий, выработавшей совместную стратегию борьбы с русским самодержавием. Вёл переговоры с Плехановым, Лениным и другими социал-демократами с целью убедить их принять участие в общем деле. После Манифеста 17 октября 1905 года вернулся в Россию и поселился в Финляндии. На первом съезде партии эсеров в начале 1906 года избран членом Центрального Комитета партии.
Занимал сдержанную позицию по отношению к террористической тактике партии. В 1906 году был противником убийства Георгия Гапона, решение о котором было принято без его согласия. По его настоянию партия отказалась взять на себя ответственность за это убийство. В 1907 году выступал против плана убийства Николая II, разработанного Азефом и Г. А. Гершуни. Однако в 1908 году, когда В. Л. Бурцев начал кампанию по разоблачению Азефа как провокатора, Натансон стал на защиту Азефа. До самого конца отказывался верить в сотрудничество Азефа с охранкой. В своих воспоминаниях Бурцев писал, что Натансон был самым злым из его оппонентов.

## До и после Февральской революции
С начала Первой мировой войны стоял на пораженческой точке зрения. Полагал, что революция в России возможна только в случае поражения в войне с Германией. В 1915 году был участником Циммервальдской конференции. Вместе с Лениным и П. Б. Аксельродом подписал воззвание Циммервальдской конференции к пролетариату Европы. В 1916 году принял участие в Кинтальской конференции.
После Февральской революции в мае 1917 года вернулся в Россию через территорию Германии, по утверждению В. М. Чернова — «в пломбированном вагоне». Возглавил левое крыло партии эсеров, резко критиковавшее оборонческую позицию Центрального Комитета партии. Выступал за «углубление» революции, передачу всей земли крестьянам, а власти — Советам. Открыто поддерживал Ленина и большевиков.
Поддержал Октябрьскую революцию, вызвав раскол в партии эсеров. В ноябре 1917 года инициировал создание особой Партии левых эсеров. На первом съезде партии был избран в Президиум, а затем и в ЦК новой партии. Поддержал разгон большевиками Учредительного собрания, большинство мест в котором досталось эсерам (но непонятно, левым или правым. Выборы шли по единым от эсэров спискам, где левые эсэры ещё не отделены от правых). В 1918 году после Левоэсеровского мятежа остался верен союзу с большевиками и вошёл в отколовшуюся от левых эсеров Партию революционного коммунизма. Был членом Президиума ВЦИК.
Однако уже в 1919 году из-за боязни ареста выехал за границу. «С Лениным у меня полный разлад… Ленину я больше не верю», — говорил он своим близким.
В июле 1919 года скончался в Швейцарии от осложнений (тромбоэмболия и гнойная пневмония) после проведённой хирургической операции по поводу опухоли предстательной железы. Похоронен в Берне.

## Семья
- Был женат первым браком на революционерке-народнице Ольге Александровне Шлейснер (Натансон) (1850—1881).
  - Дети: двое детей — умерли в раннем возрасте от скарлатины.
- Второй брак с Варварой Ивановной Александровой.
  - Брак бездетный.
- Племянник (сын сестры жены Екатерины Ивановны Александровой) — Александр Иванович Коновалов.